# Kassius Robertson
Kassius Robertson (Toronto, 20 aprile 1994) è un cestista canadese con cittadinanza giamaicana.